# Rindenmulch

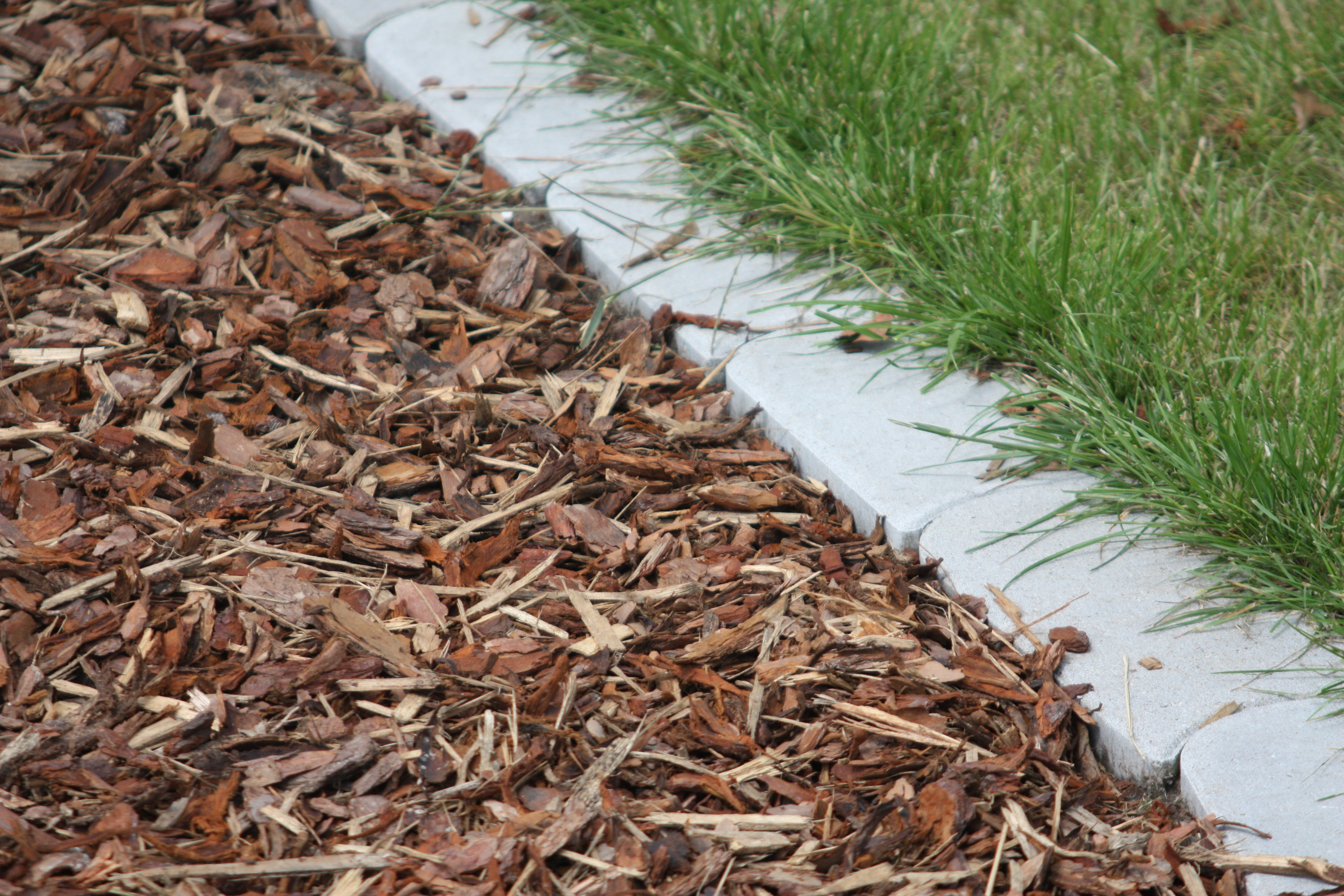
Rindenmulch (10 bis 40 mm; Kiefer)

Rindenmulch ist zerkleinerte, unfermentierte Baumrinde ohne weitere Zusätze. Sie findet insbesondere als Bodenabdeckung Anwendung.
Durch die Rindenmulchauflage wird das Wachstum unerwünschter Beikräuter deutlich erschwert. Der Mulch ist daher sehr gut für Ecken des Gartens oder der Anlage geeignet, an die ein Gärtner nur schlecht herankommt. Der Boden unter dem Rindenmulch trocknet nicht so schnell aus und bleibt länger feucht. Zudem siedeln sich vermehrt Kleinstlebewesen an, die die Fruchtbarkeit des Bodens auf Dauer erhöhen.
Da bei der Verrottung dem Boden Stickstoff entzogen wird, wird empfohlen, Hornspäne dem Substrat beizumischen. Rindenmulch sollte nicht in Gemüse- oder Blumenbeeten ausgebracht werden, da er beim Verrotten den Boden säuert und Schwermetalle freisetzen kann (s. u.). Gemulcht werden sollten nur Sträucher, Hecken und Ähnliche, die ein saures Substrat vertragen. Besonders geeignet ist Rindenmulch unter Tannen oder an Lebensbaumhecken.
Des Weiteren findet Rindenmulch auch in der Terraristik Verwendung. Dort wird er bevorzugt unbehandelt als Bodensubstrat verwendet.

## Mögliche Probleme
Es gibt keine gesetzliche Regelung, woraus Rindenmulch bestehen muss. Er muss nicht unbedingt aus Rinde bestehen, sondern kann sich auch vollständig aus Fremdstoffen zusammensetzen, solange diese pflanzlichen Ursprungs sind.
Ein weiteres Problem ist Cadmium, das in Rindenmulch enthalten sein kann. Dieses giftige Schwermetall ist im Gestein und in Böden natürlicherweise vorhanden, jedoch führt die zunehmende Versauerung deutscher Waldböden – vor allem von Fichtenholzbeständen – dazu, dass die Säure das fest gebundene Cadmium aus dem Gestein löst und dieses dadurch für die Pflanzen verfügbar wird. Diese nehmen das Cadmium über die Wurzeln auf und lagern es in der Rinde ein.